# そばかす (曲)
『そばかす』は、日本のロックバンド、JUDY AND MARYの9枚目のシングル。1996年2月19日にエピックレコーズから発売された。

## 解説
フジテレビ系アニメ『るろうに剣心 -明治剣客浪漫譚-』の初代オープニングテーマとして使われ120万枚のヒット。バンド初のオリコンシングルチャート1位を獲得。また、解散に至るまで唯一のオリコン1位獲得シングルであり、唯一のミリオンセラーシングルであった。オリコン集計での累計売上は105.8万枚。
冒頭のYUKIの声「けきょ」は、当時のYUKIのマイブームがパンダで、中国語のさよならを意味する「再見(ツァイツェン)」を叫んだものを逆再生したもの。
内容は、失恋した女の子のせつない気持ちを表したというもの。突然担当マネージャーからアニメのタイアップが決まったので、「2日で曲を書け」と言われて作った曲。バンド側には急に伝えられたうえ、どんな作品かもまともに教えてもらえなかったため、曲のテーマは唯一メンバー全員が知っていたアニメ『キャンディ・キャンディ』にした。YUKIいわく、「不良少女」をテーマにした歌詞を書きたかったということで「凄く力んで新しい歌い方に挑戦した曲」という。
JUDY AND MARYのプロデューサーであった佐久間正英はこの曲について、「自身の意向でアニメの内容と関係の無い曲に意図的に仕上げた」ことを明かしており、佐久間は単純にアニメ『るろうに剣心』を曲の宣伝としか考えていないと自認していた。
2019年3月1日には、ソニー・ミュージックエンタテインメントのアニメソング人気投票キャンペーン「平成アニソン大賞」において特別賞（1989年 - 1999年）に選出された。

## 収録曲
全編曲：JUDY AND MARY
1. そばかす［4:15］
  - 作詞：YUKI、作曲：恩田快人
  - 調：イ長調[4]
2. ステレオ全開［3:55］
  - 作詞：Tack & Yukky、作曲：TAKUYA
  - アルバム『MIRACLE DIVING』からのリカット。表記はないがシングルバージョンで、冒頭の掛け声がカットされている。
3. そばかす (Backing Track)

## 収録アルバム
- 『MIRACLE DIVING』 (#2、原曲)
- 『THE POWER SOURCE』 (#1)
- 『FRESH』 (#1)
- 『The Great Escape -COMPLETE BEST-』 (#1,2)
- 『COMPLETE BEST ALBUM「FRESH」』 (#1)
- 『るろうに剣心 -明治剣客浪漫譚- ベスト・テーマ・コレクション』 (#1)
- 『るろうに剣心 -明治剣客浪漫譚- プレミアム・コレクション』 (#1)
- 『るろうに剣心 -明治剣客浪漫譚- COMPLETE CD・BOX』 (#1)
- 『るろうに剣心 -明治剣客浪漫譚- Complete Collection』 (#1)

## 「そばかす」をカバーした歌手
- 内田順子（1996年） - コロムビアミュージックエンタテインメント（日本コロムビア）から発売されたCD『こどものうた』シリーズ（初出は1996年6月21日発売の『こどものうた そばかす』）。
- 少年カミカゼ（2006年） - シングル『L.A.U.G.H.I.N'』に収録。
- 下川みくに（2007年） - アルバム『Reprise～下川みくにアニソンベスト～』に収録。
- 井上麻里奈（2008年） - アルバム『百歌声爛 女性声優編II』に収録。
- 桜川ひめこ（2008年） - オムニバスアルバム『萌レゲエ』に収録。
- Salon（2008年） - アルバム『My Time』に収録。
- ぢょんP feat.初音ミク（2008年） - アルバム『初音ミク ベスト〜memories〜』に収録。
- 中川翔子（2009年） - アルバム『JUDY AND MARY 15th Anniversary Tribute Album』、『しょこたん☆かばー3 〜アニソンは人類をつなぐ〜』に収録。
- 新谷良子（2009年） - アルバム『百歌声爛 女性声優編III』に収録。
- デーモン小暮（2009年・デーモン閣下は魔暦11年としている） - アルバム『GIRLS' ROCK 〜Tiara〜』に収録。
- SHAKE（2010年） - アルバム『SHAKE vol.2』に収録。
- 美吉田月（2010年） - アルバム『Ska Flavor#3』に収録。
- 丹下桜 (小早川凛子)（2011年） - カバーアルバム『歌う♪ラブプラス』に収録。
- 青木隆治（2012年） - アルバム『VOICE 199X』に収録。
- ダイアナ・ガーネット（2013年） - アルバム『COVER☆GIRL』に収録。
- 少年カミカゼ（2013年） - シングル『L.A.U.G.H.I.N'』に収録。
- 石川綾子（2015年） - アルバム 『ANIME CLASSIC』に収録。
- ろん（2015年） - アルバム 『ろんかば -J-POP ZOO - 』に収録。
- Pastel*Palettes［丸山彩（前島亜美）］（2017年） - ゲーム『バンドリ! ガールズバンドパーティ!』に収録[5]。2023年5月31日発売のアルバム『Pastel à la mode』でCD初収録[6]。
- 鈴原るる（2020年） - 配信限定アルバム『IMAGINATION vol.3』にて収録（2020年12月23日にはCDが限定販売）。
- 小暮奈々子（愛美）（2021年） - 『ぼくたちのリメイク』第3・4話JOYSOUNDカラオケ
- towana（fhána） - 2022年3月23日より、配信限定シングルとしてリリース。カバーソングプロジェクト『CrosSing』の楽曲として公開。
- 村野さやか （野中ここな）（2023年） - ゲーム『Link!Like!ラブライブ!』に収録。

また、正式にリリースされたかは不明ではあるが、2009年にサントリーのアルコール飲料である「カロリ。」のCM（優香主演）のBGM（歌は鹿野友美）にも本曲は採用されている。なお、このCMには、歌がないバージョンもある。
落語家の鈴々舎美馬が、出囃子として使用している。

## タイアップ
- るろうに剣心-明治剣客浪漫譚-(1996年、フジテレビ系列) オープニングテーマ(第1話 - 38話)
- 東京パソコンクラブ 〜プログラミング女子のゼロからゲーム作り〜(2022年、BSテレ東) エンディングテーマ